# Kvíslavatn
Il lago Kvíslavatn si trova nella regione meridionale dell'Islanda di Suðurland, nella provincia centrale di Árnessýsla, alle pendici del vulcano Hofsjökull nei monti Sprengisandur degli Altopiani d'Islanda.
La sua superficie è di circa 20 km², sviluppati per la maggior parte nel senso della lunghezza: misura infatti 12 km circa di lato, ad una altitudine di 605 m s.l.m.

## Storia
Come molti laghi della zona, deve la sua origine alla mano dell'uomo, quando nel 1980 ha cominciato la costruzione di un'immensa dighe lungo il corso del fiume Þjórsá, che ha dato vita ad altri tre laghi, quali il Sultartangalón, nel parco naturale del Þjórsáver.